# پاپریکا (ادویه)
پاپریکا (به انگلیسی: Paprika) نوعی ادویه است که از آسیاب فلفل خشک شده (به عنوان مثال فلفل دلمه‌ای، فلفل تند) تهیه می‌شود. در بسیاری از زبان‌های اروپایی، پاپریکا به خود واژه فلفل (دلمه ای قرمز) اشاره می‌کند. این ادویه برای افزودن رنگ، طعم و عطر در بسیاری از غذاها مورد استفاده قرار می‌گیرد. پاپریکا می‌تواند طیفی از طعم ملایم تا تند داشته باشد. طعم آن نیز از کشوری به کشور دیگر متفاوت است.
اگر پاپریکا از فلفل تند تهیه شود، باعث بروز علائم حساسیت در افرادی می شود که به فلفل قرمز، آلرژی دارند. بهتر است این افراد از مصرف پاپریکا با طعم تند، پرهیز کنند.

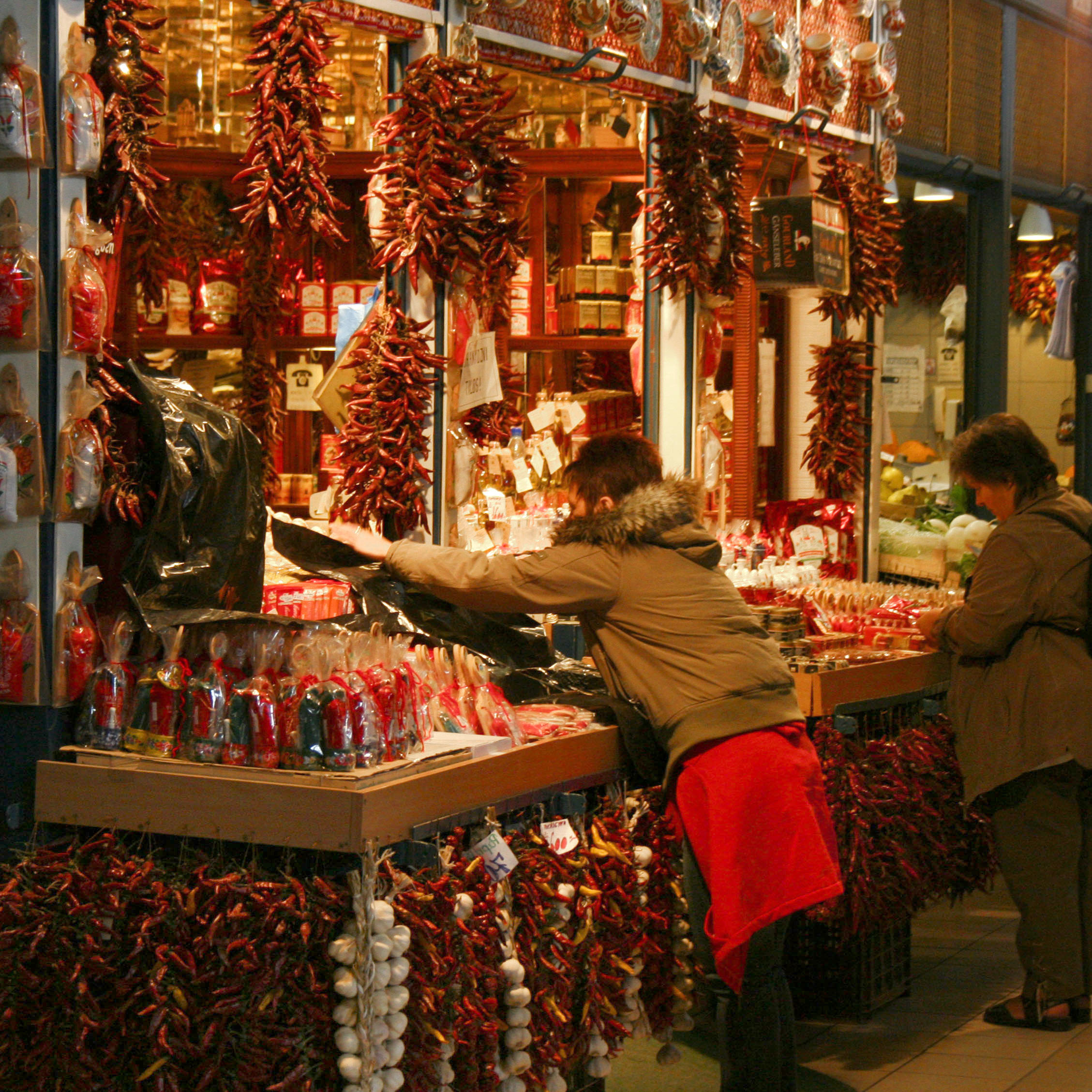
فروشنده مجارستانی پاپریکا، بازار بزرگ بوداپست